# Oms
Oms – miejscowość i gmina we Francji, w regionie Oksytania, w departamencie Pireneje Wschodnie.
Według danych na rok 1990 gminę zamieszkiwało 228 osób, a gęstość zaludnienia wynosiła 12 osób/km² (wśród 1545 gmin Langwedocji-Roussillon Oms plasuje się na 685. miejscu pod względem liczby ludności, natomiast pod względem powierzchni na miejscu 409.).

## Zabytki
Zabytki na terenie gminy posiadające status monument historique:
- kościół św. Jana (Église Saint-Jean d'Oms)

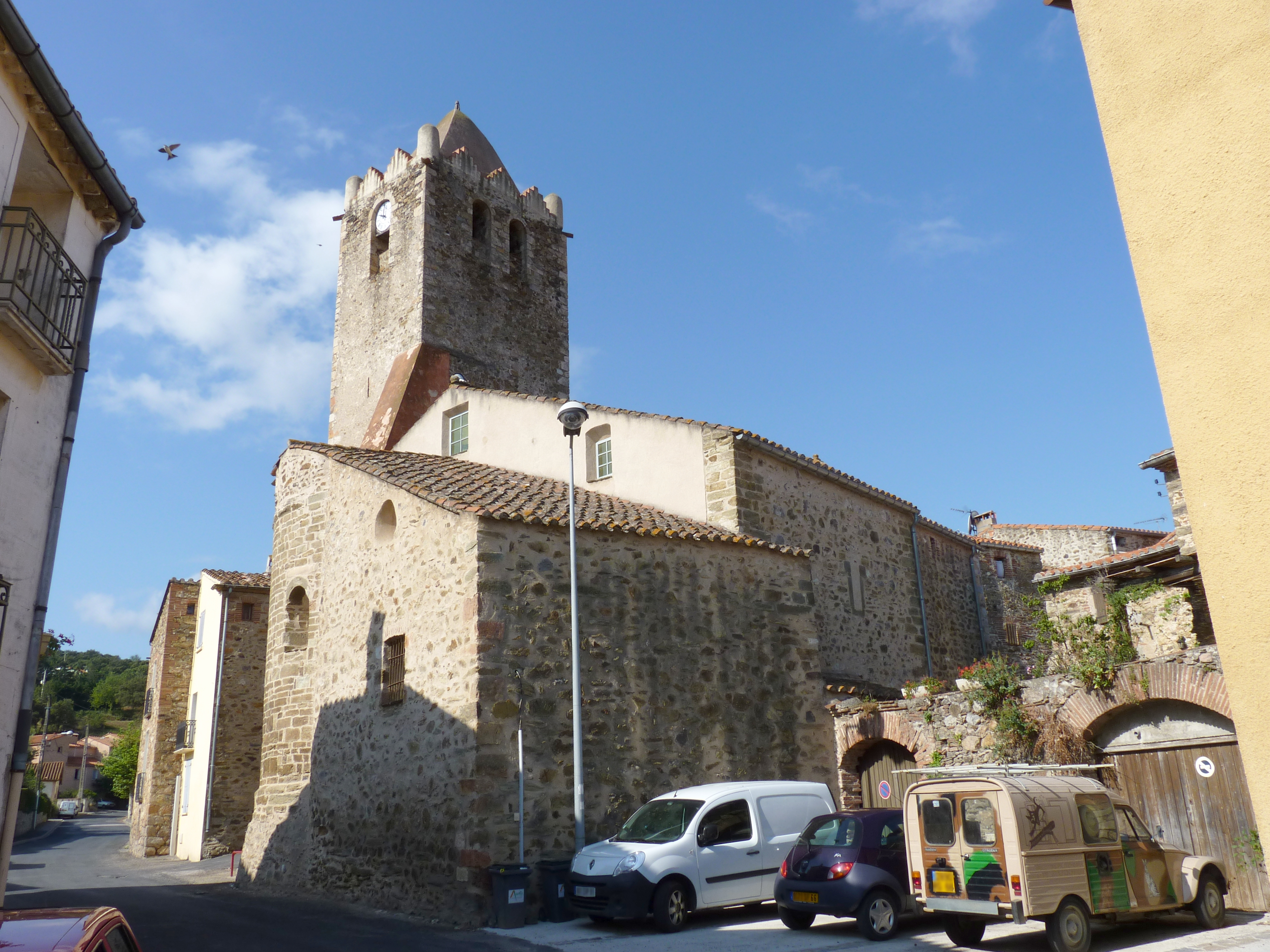
Kościół w Oms, 2010

## Populacja

Populacja Oms w latach 1962–2008